# Rie&Qoonie
Rie&Qoonie（リエ アンド クーニー）は、2004年結成のRie（八塚りえ）（ボーカル）とQoonie（ピアノ・ボーカル）の2人で構成される音楽ユニットである。チェロを入れた3人組の音楽ユニット「September」として結成。2004年に冬のソナタの日本初の公式カバー曲を発表。2005年に「A moment to Remember」でCDデビュー。その後、チェロメンバーの変遷や脱退を経て、2012年10月に「Rie&Qoonie」に改名した現在のユニットとなっている。。
2019年7月に行われた3人（坂東真由美を加えた）でのライブでは、再びSeptember名義としている。

## ディスコグラフィ

### シングル
- A moment to Remember（2005年10月19日発売）
  1. A moment to remember - 映画『私の頭の中の消しゴム』テーマ曲 オフィシャル日本語ヴァージョン
  2. 時の綺羅
  3. A moment to remember(オリジナルカラオケ）
- 赤い糸 （2006年6月14日発売）
  1. 赤い糸 - Xbox 360ゲームソフト「スペクトラルフォース3 〜イノセント レイジ〜」主題歌
  2. みずいろの雨
  3. 赤い糸 (backing track）
- 25時の沙羅（2006年12月13日発売）
  1. 25時の沙羅
  2. Thirties days
  3. 25時の沙羅 (Instrumental)
- 咲きましょう（2008年1月23日発売）
  1. 咲きましょう
  2. Silent Moon 〜ツキミソウ〜
  3. All For Love = PCゲーム「ぼくは航空管制官3」エンディングテーマ曲
- 明日咲く花（2008年4月23日発売）
  1. 明日咲く花 - ディノス「フジテレビフラワーネット」CMソング
  2. 手紙
  3. 明日咲く花 (backing track)

（ここまでSeptember名義、以降はRie&Qoonie名義）
- あのね 〜青色の傘〜（2012年12月5日発売）　
  1. あのね〜青色の傘〜
  2. あのね〜青色の傘〜 「みんなのうた」バージョン - NHK「みんなのうた」2012年12月-2013年1月放送曲
  3. あのね〜青色の傘〜 ピアノ・バージョン (with ゆーゆ)
  4. あのね〜青色の傘〜 ピアノ・バージョン カラオケ

### アルバム
- UNO（2005年11月23日発売）
  1. A moment to remember
  2. ひかりのなかで
  3. 水鏡
  4. 冬のソナタ 〜最初から今まで〜 (映画『冬のソナタ』テーマ曲 公式カバー曲) - フジテレビ系『志村塾』エンディングテーマ
  5. 遥 〜instrumental
  6. cross
  7. I LOVE YOU
  8. めぐり逢い
  9. amulet
  10. scene 〜instrumental
  11. before 25
  12. 砂の城
  13. 花明かり
  14. 星 〜instrumental
  15. 約束
- FLOWERs（2008年4月23日発売）
  1. 情熱の薔薇
  2. フラワー
  3. 蕾
  4. サボテンの花
  5. 木蘭の涙
  6. シクラメンのかほり
  7. 桜坂
  8. すみれSeptember Love
  9. バラが咲いた
  10. 花の首飾り
  11. 花
  12. 世界に一つだけの花
  13. 咲きましょう
- BEST（2024年9月18日発売）
  1. 冬のソナタ〜最初から今まで〜
  2. My Memory
  3. A moment to remember
  4. 時の綺羅
  5. 赤い糸
  6. みずいろの雨
  7. 25時の沙羅
  8. Thirties days
  9. 咲きましょう
  10. Silent Moon〜ツキミソウ〜
  11. All For Love
  12. 明日咲く花
  13. 手紙
  14. あのね〜青色の傘〜2024
  15. 道化師のソネット
  16. 幸せのゆくえ

（ここまでSeptember名義）

## その他
- 元気だしてこーか/がんばんべぇ〜がんばらんば群馬弁バージョン〜（2008年12月10日発売） - フォーチュン・キャッツ（仲村瑠璃亜、チキンガーリックステーキ、Septemberのユニット)名義。
  1. 元気だしてこーか - 「カラオケ本舗まねきねこ」イメージソング
  2. がんばんべぇ 〜がんばらんば群馬弁バージョン〜 - さだまさしの「がんばらんば」の群馬弁バージョン
  3. 元気だしてこーか (オリジナルカラオケ)
  4. がんばんべぇ 〜がんばらんば群馬弁バージョン〜

その他にもカーペンターズのトリビュート・アルバム『Carpenters FOREVER』に参加。